# صلاح الدين ذهني
صلاح الدين ذهني أديب وقصصي مصري، وُلِدَ سنة 1909، وتخرَّج من كلية الآداب بجامعة القاهرة. عُيِّنَ أمينًا لدار الأوبرا المصرية، وسكرتيرًا لمجلة آخر ساعة.
كتب العديد من القصص، يُقال إنها بلغت أكثر من ثلاثمائة قصة قصيرة، ضمتها مؤلفاته، منها: «أقوى من الحب»، «ذات مساء»، «ضحكات إبليس»، «الكأس السابعة»، و«في الدرجة الثامنة» وغيرها، وله أيضًا: «مصر بين الاحتلال والثورة»، و«صور من أوروبا»، وله مسرحية مترجمة، كما ترجمت بعض أعماله إلى اللغتين الإنجليزية والفرنسية.
وكان لصلاح الدين ذهني إسهام في النقد، وخاض على صفحات الجرائد والمجلات معارك أدبية، لعل من أشهرها السِّجَال الساخن بينه وبين «سيد قطب» حول أدب محمود تيمور ونجيب محفوظ سنة 1944.
وحينما ألمَّ به المرض، سافر ذهني إلى لندن متداويًا، فأدركته الوفاة هناك سنة 1953. وفي الذكرى الثامنة لوفاته، أصدر كبار كُتاب القصة مجموعة مختارة من قصصه تخليدًا لذكراه.